# Parc Nacional de Kahuzi-Biega
El Parc Nacional Kahuzi-Biega està situat a l'est de la República Democràtica del Congo, 50 km a l'oest de Bukavu, a la província de Kivu del Sud, prop de la riba occidental del llac Kivu i de la frontera ruandesa.Està inscrit a la llista del Patrimoni de la Humanitat de la UNESCO des del 1980.
Creat el 1970,el parc porta el nom de dos volcans inactius,el Kahuzi i el Biega, que són dins dels seus límits. Amb una superfície de 6.000 km², Kahuzi-Biega és un dels majors parcs nacionals del país.Ajust tant en terreny muntanyós i de terres baixes, és un dels últims refugis de les espècies rares d'aquest goril·la de terres baixes (Goril·la de les planes oriental), una categoria en perill d'extinció a la Llista Vermella de la UICN. El parc està inscrit a la llista del Patrimoni de la Humanitat per la UNESCO, inscrita el 1980 per la seva biodiversitat única d'hàbitat tropical i els seus goril·les de les planes baixes orientals.